# Арсенат лития
Арсенат лития — неорганическое соединение,
соль лития и мышьяковой кислоты с формулой Li3AsO4,
бесцветные кристаллы,
слабо растворяется в воде.

## Физические свойства
Арсенат лития образует бесцветные кристаллы
ромбической сингонии,
пространственная группа P nma,
параметры ячейки a = 0,6279 нм, b = 1,0768 нм, c = 0,4955 нм, Z = 4.
Слабо растворяется в воде.